# Chrysopa curdica
Chrysopa curdica är en insektsart som beskrevs av Hölzel 1967. Chrysopa curdica ingår i släktet Chrysopa och familjen guldögonsländor. Inga underarter finns listade i Catalogue of Life.